# Gnomibidion biacutum
Gnomibidion biacutum är en skalbaggsart som beskrevs av Martins 1968. Gnomibidion biacutum ingår i släktet Gnomibidion och familjen långhorningar.
Artens utbredningsområde är Guyana. Inga underarter finns listade i Catalogue of Life.